# Stay the Night (Benjamin Orr)
Stay the Night è una canzone scritta dal cantante e bassista dei The Cars Benjamin Orr. Fu inclusa nell'album di debutto di Orr come solista The Lace e pubblicata come singolo nel 1986. Il singolo raggiunse la posizione n° 24 nella classifica Billboard Hot 100 nel 1987, diventando l'unica hit di Orr come cantante solista.

## Tracce
1. Stay the night - lato A
2. That's the way - lato B